# Specie chiave

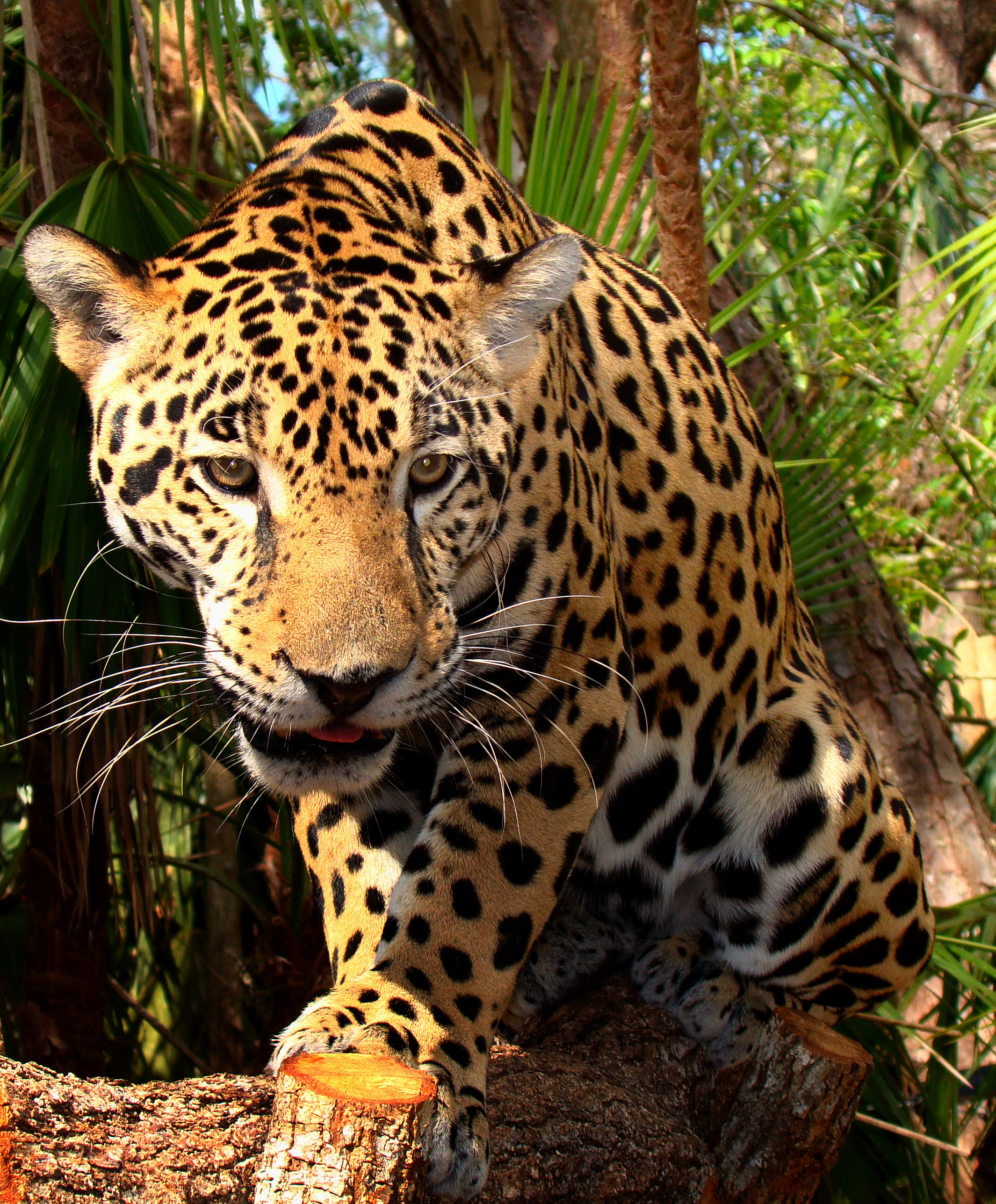
Il giaguaro: una specie chiave, bandiera e ombrello, e un superpredatore

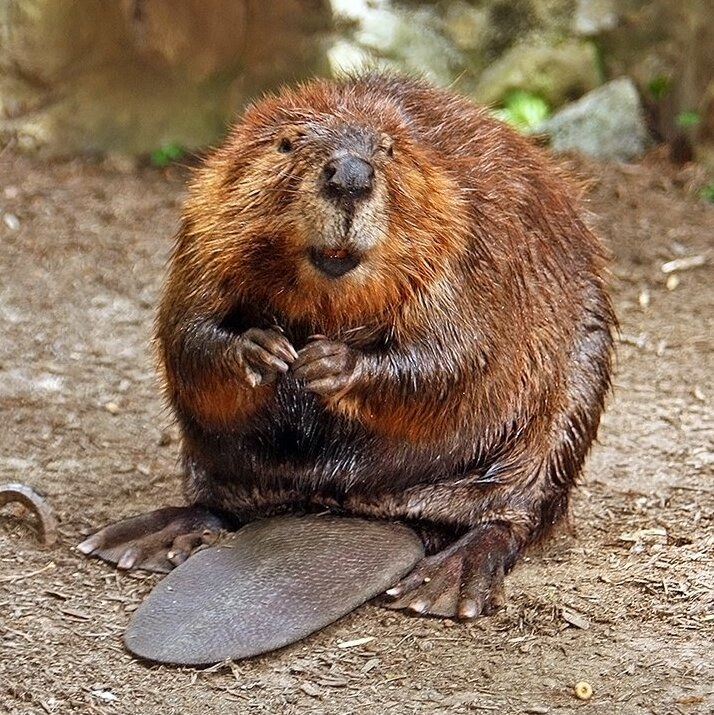
Il castoro: una specie chiave, e creatrice di habitat, responsabile della creazione di laghi, canali e zone umide che irrigano grandi foreste e creano ecosistemi

Una specie chiave o specie chiave di volta (in inglese, keystone species) è una specie che ha un effetto sproporzionato sul suo ambiente naturale rispetto alla sua abbondanza, un concetto introdotto nel 1969 dallo zoologo Robert T. Paine. Le specie chiave svolgono un ruolo fondamentale nel mantenimento della struttura di una comunità ecologica, influenzando molti altri organismi nell'ecosistema e contribuendo a determinare i tipi e il numero di varie altre specie nella comunità ecologica. Senza specie chiave, l'ecosistema sarebbe drammaticamente diverso o cesserebbe di esistere del tutto. Alcune specie chiave, come il lupo, sono anche superpredatori.
Il ruolo che una specie chiave gioca nel suo ecosistema è analogo al ruolo della chiave di volta in un arco. Mentre la chiave di volta è sotto la minima pressione di una qualsiasi delle pietre di un arco, l'arco crolla senza di essa. Allo stesso modo, un ecosistema può subire un cambiamento drammatico se una specie chiave viene rimossa, anche se quella specie rappresentava solo una piccola parte dell'ecosistema in base alle misure di biomassa o produttività. È diventato un concetto popolare nella biologia della conservazione, insieme alle specie bandiera e alle specie ombrello. Sebbene il concetto sia usato per spiegare le interazioni tra specie particolarmente forti e abbia consentito una comunicazione più semplice tra ecologi e responsabili delle politiche di conservazione, è stato criticato per aver semplificato eccessivamente i sistemi ecologici complessi.

## Storia
Il concetto di specie chiave venne introdotto nel 1969 dallo zoologo Robert T. Paine. Paine sviluppò il concetto di specie chiave per spiegare le sue osservazioni ed esperimenti sulle relazioni tra gli invertebrati marini della zona intertidale (tra le linee di alta e bassa marea), tra cui stelle marine e cozze. Paine rimosse la stella marina da un'area e documentò gli effetti sull'ecosistema. Nel suo articolo del 1966, Food Web Complexity and Species Diversity, Paine aveva descritto un tale sistema a Neah Bay, Washington. Nel suo articolo del 1969, Paine propose il concetto di specie chiave, utilizzando Pisaster ochraceus, una specie di stella marina generalmente nota come stella marina ocra, e Mytilus californianus, una specie di cozza, come esempio principale. La stella marina ocra è un predatore generalista che si nutre di chitoni, patelle, lumache, cirripedi, echinoidi e persino crostacei decapodi. La preda preferita di queste stelle marine è la cozza che è anche un loro concorrente dominante per lo spazio sugli scogli. La stella marina ocra tiene sotto controllo il numero della popolazione delle cozze insieme alle altre prede consentendo la coesistenza con alghe, spugne e anemoni che le stelle marine ocra non mangiano. Quando Paine rimosse la stella marina ocra, le cozze superarono rapidamente in numero le altre specie, spiazzandole. Il concetto è diventato popolare nella conservazione ed è stato implementato in una vasta gamma di contesti e mobilitato per generare supporto per la conservazione, specialmente dove le attività umane avevano danneggiato gli ecosistemi, ad esempio rimuovendo i predatori chiave.

## Definizione
Una specie chiave è stata definita da Paine come una specie che ha un effetto sproporzionatamente ampio sul suo ambiente rispetto alla sua abbondanza. È stata definita operativamente da Davic nel 2003 come "una specie fortemente interagente il cui effetto dominante sulla diversità e sulla competizione con altre specie è molto più ampio rispetto al suo predominio sulla biomassa all'interno di un gruppo funzionale".
Una classica specie chiave è solitamente un predatore che impedisce ad una specie erbivora di crescere troppo in numero rischiando di eliminare le specie vegetali dominanti. Se il numero di prede è basso, i predatori chiave possono divenire meno abbondanti rimanendo comunque efficaci. Eppure, senza predatori, le popolazioni di specie erbivore esploderebbero in numero, spazzando via le piante dominanti e alterando drammaticamente il carattere dell'ecosistema. Tuttavia, lo scenario esatto cambia di situazione in situazione, ma l'idea centrale rimane che attraverso una catena di interazioni, una specie non abbondante ha un impatto smisurato sulle funzioni dell'ecosistema. Ad esempio, si pensa che il punteruolo erbivoro Euhrychiopsis lecontei abbia effetti chiave sulla biodiversità delle piante acquatiche nutrendosi del millefoglio euroasitico nelle acque nordamericane. Allo stesso modo, la specie di vespe Agelaia vicina è stata etichettata come una specie chiave per le dimensioni del suo nido, le dimensioni della colonia e l'alto tasso di larve nate in una singola covata. La diversità delle sue prede e la quantità necessaria per sostenere il suo alto tasso di crescita hanno un impatto diretto sulle altre specie che la circondano.
Il concetto "chiave" è definito dai suoi effetti ecologici, che a loro volta lo rendono importante per la conservazione. In questo si sovrappone a molti altri concetti di conservazione delle specie, come specie bandiera, indicatore biologico e specie ombrello. Ad esempio, il giaguaro è un grande e carismatico felino che soddisfa tutte queste definizioni:
(David Maehr & altri, 2001)

## Predatori chiave

### Lontre marine e foreste di alghe
Le lontre marine proteggono le foreste di alghe dai danni provocati dai ricci di mare. Quando le lontre marine della costa occidentale nordamericana furono cacciate commercialmente per la loro pelliccia, il loro numero scese a livelli così bassi (meno di 1000 nell'Oceano Pacifico settentrionale) che non furono in grado di controllare la popolazione di ricci di mare. Senza predatori naturali che li minacciassero, i ricci di mare a loro volta cominciarono a nutrirsi degli uncini delle alghe così pesantemente che le foreste di alghe cominciarono a sparire, insieme a tutte le specie che dipendevano da esse. La reintroduzione delle lontre marine ha consentito il ripristino dell'ecosistema. Ad esempio, nel sud-est dell'Alaska sono state liberate circa 400 lontre marine, che una volta insediatesi si sono riprodotte per formare una popolazione di circa 25.000 individui.

### Lupi dello Yellowstone

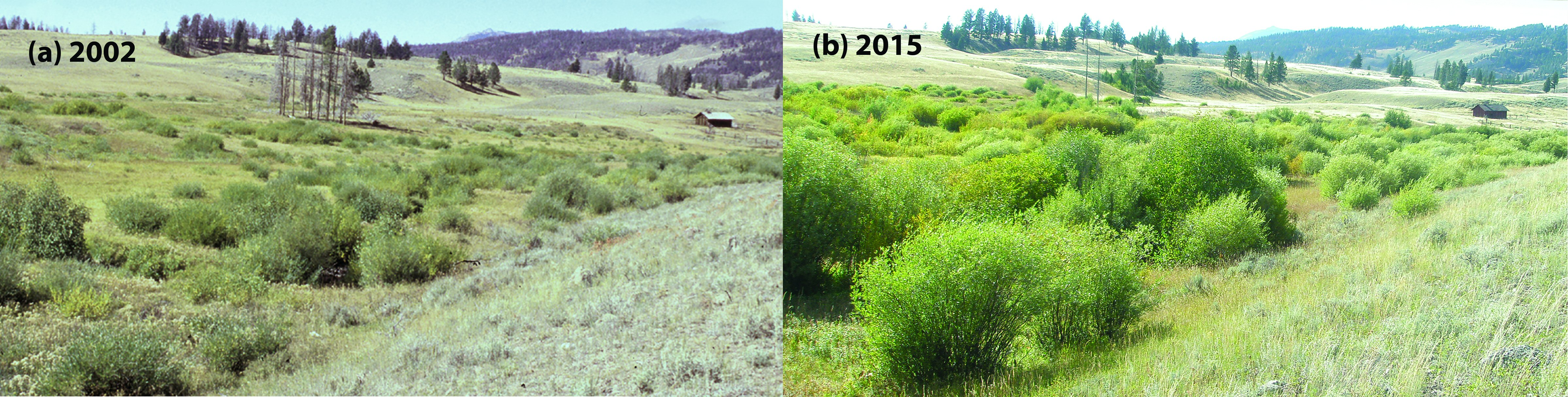
Il recupero del salice ripariale a Blacktail Creek, Parco nazionale di Yellowstone, dopo la reintroduzione dei lupi

I predatori chiave possono aumentare la biodiversità delle comunità ecologica in cui vivono, impedendo a una singola specie di diventare dominante. Possono avere una profonda influenza sull'equilibrio degli organismi in un particolare ecosistema. L'introduzione o la rimozione di un predatore chiave, o i cambiamenti nella sua densità di popolazione, possono avere drastici effetti a cascata sull'equilibrio di molte altre popolazioni nell'ecosistema. Ciò è applicabile anche agli erbivori. Ad esempio, gli erbivori pascolatori possono impedire a una singola specie vegetale dominante di prendere il sopravvento sulle altre.
L'eradicazione del lupo grigio dall'ecosistema del Greater Yellowstone, nel 1925, ha avuto un profondo impatto sulla piramide trofica. Senza predazione, gli erbivori come i cervi iniziarono a pascolare eccessivamente, colpendo le popolazioni vegetali della zona. Inoltre, i lupi spesso impedivano agli animali di pascolare nelle aree ripariali dove potevano facilmente essere intrappolati, il che proteggeva animali dipendenti dagli alberi, come i castori. L'assenza dei lupi ha avuto un effetto diretto sulle popolazioni dei castori, poiché il loro habitat divenne in breve territorio di pascolo. L'aumento del pascolo su salici e conifere lungo il Blacktail Creek a causa della mancanza di predazione, portò alla diminuzione della popolazione di castori, che conseguentemente ebbe un impatto sui canali d'acqua non più rallentati dalle loro dighe, che di conseguenza ebbe un impatto sull'erosione del terreno. La mancanza di lupi nella regione favorì la proliferazione di coyote che cominciarono a cibarsi pesantemente di piccoli animali, lasciando senza prede altri predatori di piccola taglia. Quando i lupi furono infine reintrodotti nel 1995, il loro arrivo porto notevoli cambiamenti sull'intero ecosistema in pochi anni. Cacciando i cervi, i lupi li allontanarono dalle zone ripariali, permettendo a questi luoghi di rigenerarsi. In alcune aree l'altezza degli alberi quintuplicò in meno di sei anni, e i versanti spogli delle valli divennero in breve foreste di pioppi e salici, portando alla creazione di nuove aree di nidificazione per gli uccelli. Con l'aumento delle zone ripariali, i castori ritornarono nell'area, e con le loro dighe rallentarono il corso dei fiumi, creando nuovi habitat per altri animali, come lontre, topi muschiati, anatre, pesci, rettili e anfibi. I lupi uccisero anche i coyote, portando alla crescita delle popolazioni di lepri e topi, permettendo il ritorno di falchi, donnole, volpi e tassi. Corvi e aquile calve tornarono a nutrirsi delle carcasse lasciate dai lupi, così come gli orsi che tornarono a nutrirsi delle carcasse lasciate dai lupi e delle bacche cresciute nelle nuove zone ripariali. L'azione dei lupi cambiò anche il corso dei fiumi, grazie alla ricrescita delle foreste le rive dei fiumi si stabilizzarono, franando meno spesso, mantenendo i fiumi più stabili lungo il loro percorso.

### Altri esempi
Come descritto da Paine, nel 1966, alcune stelle marine (es. Pisaster ochraceus) si nutrono di ricci di mare, cozze e altri molluschi che non hanno molti altri predatori naturali. Se la stella marina viene rimossa dall'ecosistema, la popolazione di mitili esplode in modo incontrollabile, scacciando la maggior parte delle altre specie. La recente insorgenza della malattia da deperimento delle stelle marine negli Stati Uniti ha indirettamente causato la crescita sproporzionata delle popolazioni di mitili in molti habitat intertidali.
Tuttavia, le specie chiave non sono per forza superpredatori per avere un ruolo importante nell'ecosistema. Le stelle marine, infatti, sono preda di squali, razze e anemoni di mare, e le lontre marine vengono spesso predate dalle orche.
Il giaguaro, il cui status nell'America centrale e meridionale è stato classificato come prossimo alla minaccia, agisce come da predatore chiave grazie alla sua dieta varia, contribuendo a bilanciare l'ecosistema della giungla con il consumo di 87 diverse specie di prede. Il leone è un'altra specie chiave nel suo ecosistema.

## Mutualisti

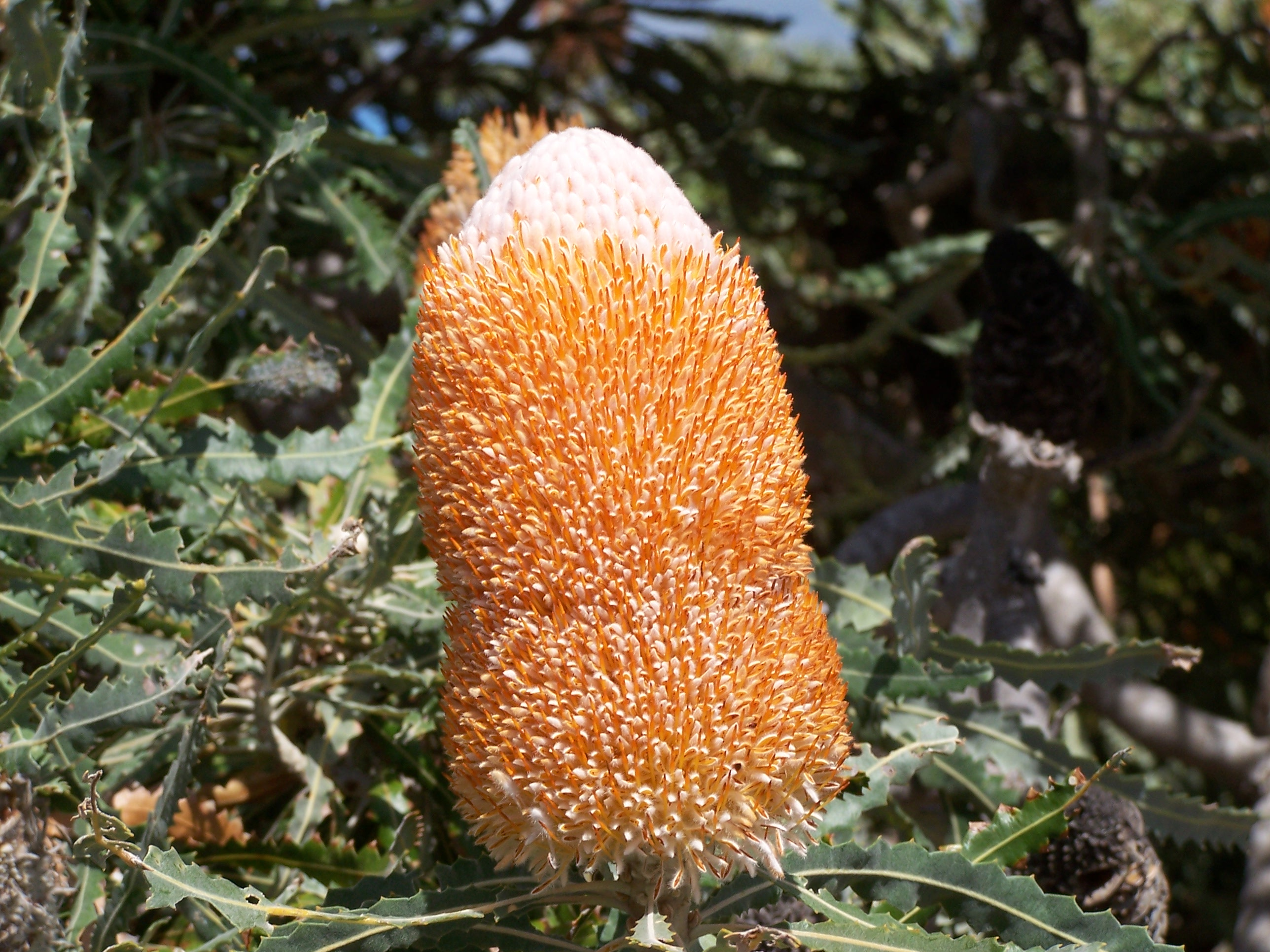
La ghianda banksia (Banksia prionotes), è l'unica fonte di nettare per importanti impollinatori, come i fringuelli nittivori

I mutualisti chiave sono organismi che partecipano a interazioni reciprocamente vantaggiose, la cui perdita avrebbe un profondo impatto sull'ecosistema nel suo insieme. Ad esempio, nella regione dell'Avon Wheatbelt nell'Australia occidentale, durante un determinato periodo dell'anno la ghianda banksia (Banksia prionotes) è l'unica fonte di nettare per i fringuelli nittivori, che svolgono un importante ruolo nell'impollinazione di numerose specie vegetali. Pertanto, la perdita di questa specie causerebbe probabilmente il collasso della popolazione dei fringuelli nittiori, con profonde implicazioni per l'intero ecosistema. Un altro esempio sono i frugivori, come il casuario, che diffonde i semi di diverse specie di alberi. Alcuni semi non crescerebbero neppure a meno che non siano passati attraverso un casuario.

## Ingegneri

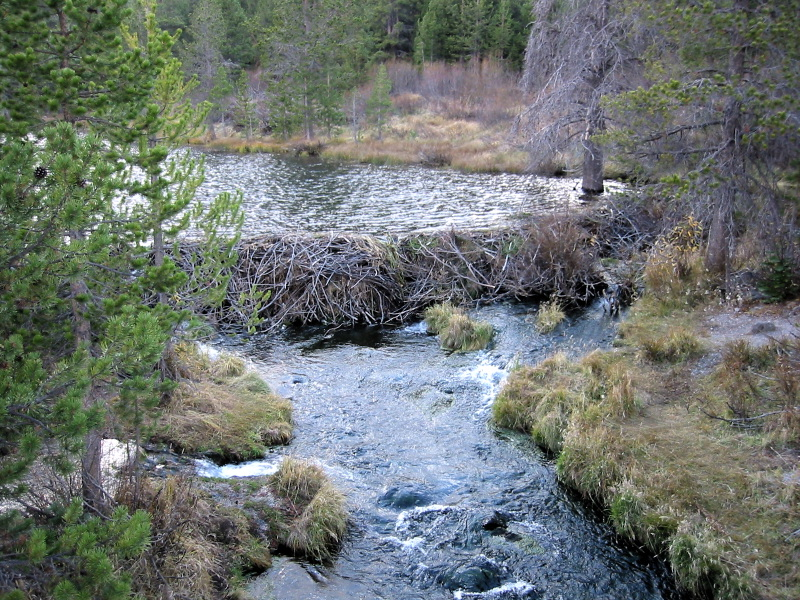
Le dighe dei castori hanno un effetto trasformativo sull'ambiente

Un altro termine spesso utilizzato insieme a "chiave" è ingegnere dell'ecosistema. In Nord America, il cane della prateria è un ingegnere dell'ecosistema. Le tane dei cani della prateria forniscono aree di nidificazione per i pivieri di montagna e le civette delle tane. I sistemi di tunnel dei cani della prateria aiutano anche a incanalare l'acqua piovana nelle falde freatica per prevenire il deflusso e l'erosione e possono anche servire a cambiare la composizione del suolo in una regione aumentando l'aerazione e invertendo la compattazione del suolo che può essere il risultato del pascolo eccessivo del bestiame. I cani della prateria rimuovono anche la vegetazione intorno alle loro colonie, forse per rimuovere qualsiasi copertura che possa nascondere i predatori. Le specie al pascolo come il bisonte di pianura, l'antilocapra e il cervo mulo mostrano una propensione al pascolo sulla stessa terra usata dai cani della prateria.
Il castoro è un altro noto ingegnere dell'ecosistema e specie chiave, trasformando il territorio e trasformando i ruscelli in stagno e paludi. I castori influiscono sull'ambiente alterando prima i bordi delle aree ripariali abbattendo gli alberi più vecchi da utilizzare per le loro dighe. Ciò consente agli alberi più giovani di prendere il loro posto. Le dighe dei castori alterano l'area ripariale in cui sono stabilite. A seconda della topografia, del suolo e di molti fattori, queste dighe cambiano i bordi ripariali di torrenti e fiumi in zone umide, prati o foreste fluviali. Queste dighe hanno dimostrato di essere benefiche per una miriade di specie tra cui anfibi, salmoni e uccelli canori.
Nella savana africana, gli erbivori più grandi, in particolare gli elefanti, modellano il loro ambiente. Gli elefanti distruggono gli alberi, facendo spazio alle erbe. Senza questi animali, gran parte delle savane si trasformerebbe in foreste. Nel bacino del Rio delle Amazzoni, i pècari producono e mantengono le pozze d'acqua che sono utilizzate da un'ampia varietà di specie. Studi australiani hanno scoperto che i pesci pappagallo della Grande Barriera Corallina sono gli unici pesci di barriera che raschiano e puliscono costantemente il corallo della barriera. Senza questi animali, la Grande Barriera Corallina sarebbe sottoposta a forti sollecitazioni.
Nel Serengeti, la presenza di una quantità sufficiente di gnu in queste praterie favorisce la crescita degli alberi, che a sua volta riduce la probabilità di incendi.

## Limitazioni
Sebbene il concetto di specie chiave abbia un valore nel descrivere interazioni tra specie particolarmente forti e nel consentire una comunicazione più facile tra ecologi e responsabili delle politiche di conservazione, è stato criticato da LS Mills e colleghi per aver semplificato eccessivamente i sistemi ecologici complessi. Il termine è stato ampiamente applicato in diversi ecosistemi e a predatori, prede e piante (produttori primari), inevitabilmente con significati ecologici differenti. Ad esempio, la rimozione di un predatore può consentire ad altri animali di aumentare al punto da spazzare via altre specie; la rimozione di una specie preda può causare il declino delle popolazioni di predatori o può consentire ai predatori di portare all'estinzione altre specie; e la rimozione di una specie vegetale può comportare la perdita di animali che dipendono da essa, come gli impollinatori e i dispersori di semi. Anche i castori vengono chiamati specie chiave, non perché siano predatori, ma per il loro effetto sull'ecosistema e come questo influisca sulle altre specie. Il termine ha quindi significati abbastanza diversi per diversi casi. Dal punto di vista di Mills, il lavoro di Paine ha mostrato che alcune specie a volte potrebbero avere interazioni estremamente forti all'interno di un particolare ecosistema, ma ciò non implica automaticamente che altri ecosistemi abbiano una struttura simile.